# Pantomorus cervinus
Pantomorus cervinus är en skalbaggsart som först beskrevs av Karl Henrik Boheman 1840.  Pantomorus cervinus ingår i släktet Pantomorus, och familjen vivlar. Arten förekommer tillfälligt i Sverige, men reproducerar sig inte.

## Bildgalleri

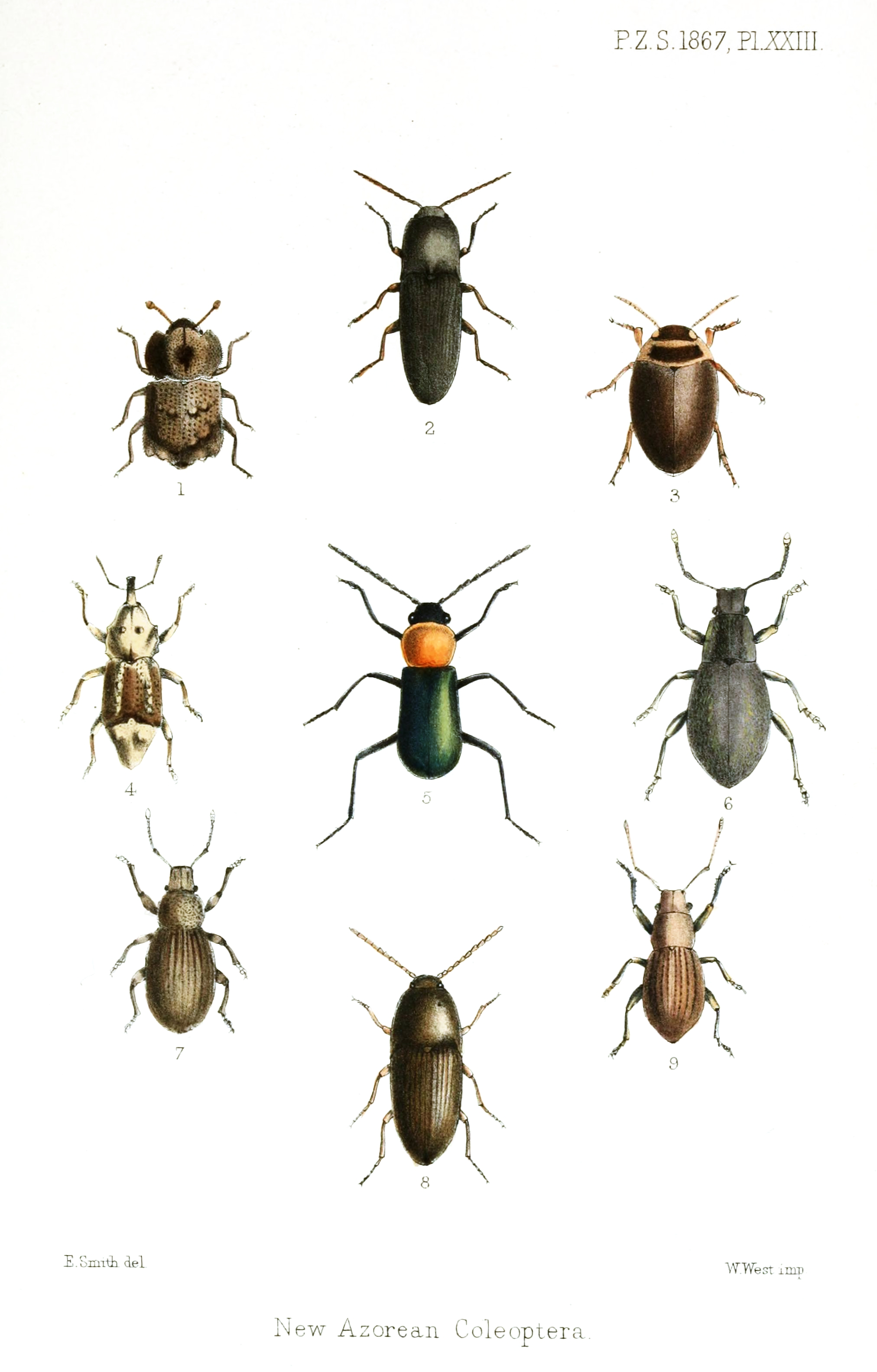
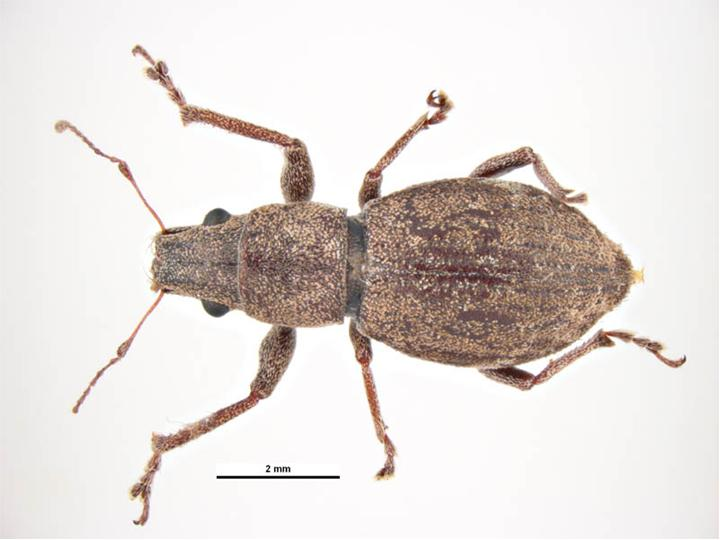
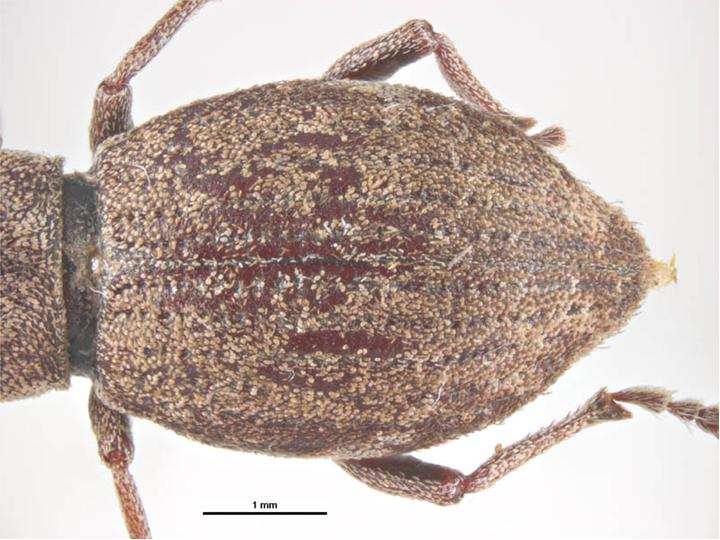
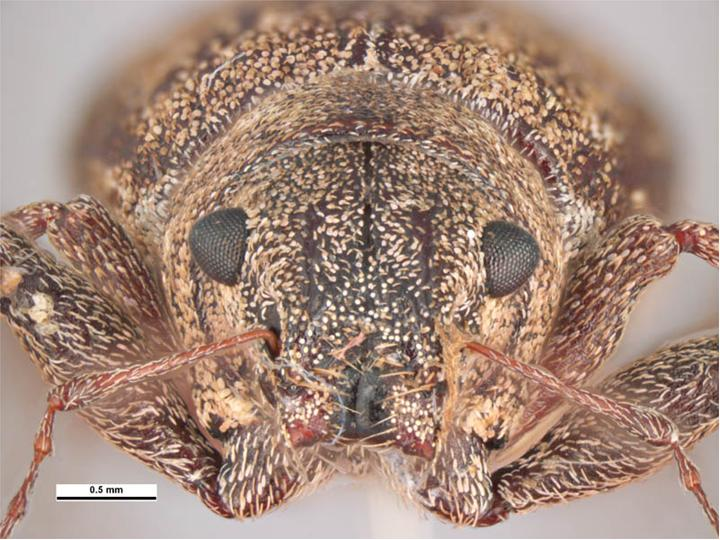
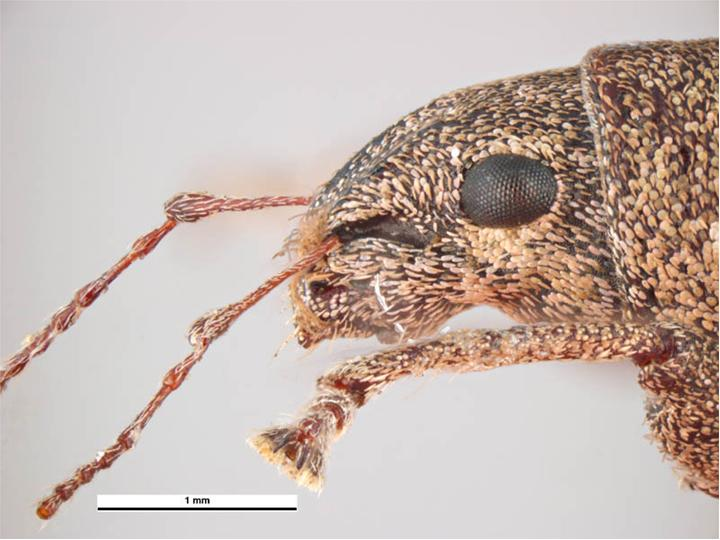
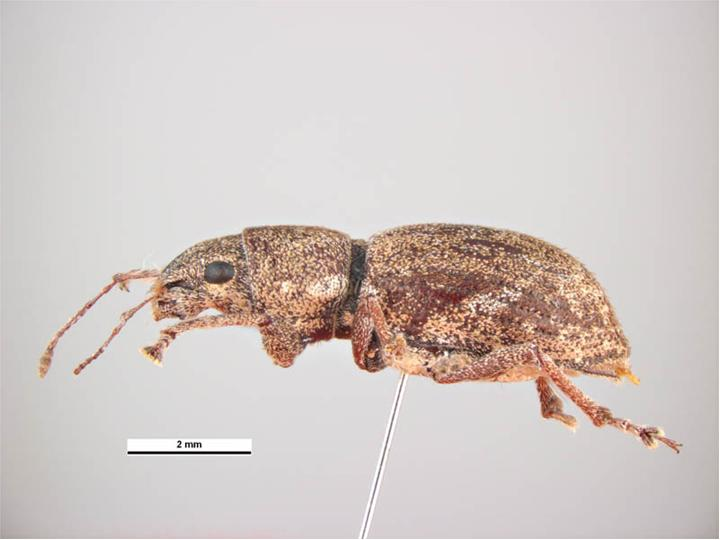